# Plăiești
Plăiești (węg. Kövend) – wieś w Rumunii, w okręgu Kluż, w gminie Moldovenești. W 2011 roku liczyła 620 mieszkańców.